# Стационе е Цона Артиђанале (Болцано)
Стационе е Цона Артиђанале је насеље у Италији у округу Болцано, региону Трентино-Јужни Тирол.
Према процени из 2011. у насељу је живело 42 становника. Насеље се налази на надморској висини од 939 м.